# Chorodna adumbrata
Chorodna adumbrata är en fjärilsart som beskrevs av Moore 1887. Chorodna adumbrata ingår i släktet Chorodna och familjen mätare. Inga underarter finns listade i Catalogue of Life.